# Biblioteca Humanista de Sélestat
La Biblioteca Humanista de Sélestat, en Alsacia, se encuentra desde 1889 en el antiguo mercado de cereales del municipio de Sélestat, en el Bajo Rin, Francia. Este edificio fue construido por Gustave Klotz entre 1843 y 1845 en el emplazamiento de la antigua aduana, en el corazón del centro histórico de la ciudad, cerca de la iglesia gótica San Jorge y de la iglesia románica de Santa-Foy.
Luego de cuatro años de cierre en el marco de un proyecto de reestructuración y de puesta al día a las normas vigentes, la biblioteca, rediseñada por Rudy Ricciotti, reabrió sus puertas el 23 de junio de 2018.
Posee una importante colección de manuscritos medievales y de impresos de los siglos XV y XVI, en particular, los aproximadamente 670 volúmenes encuadernados en cuero de la biblioteca personal del humanista alsaciano Beatus Rhenanus, que fue incluida en el Registro de la Memoria del Mundo de la UNESCO en 2011.

## Colecciones

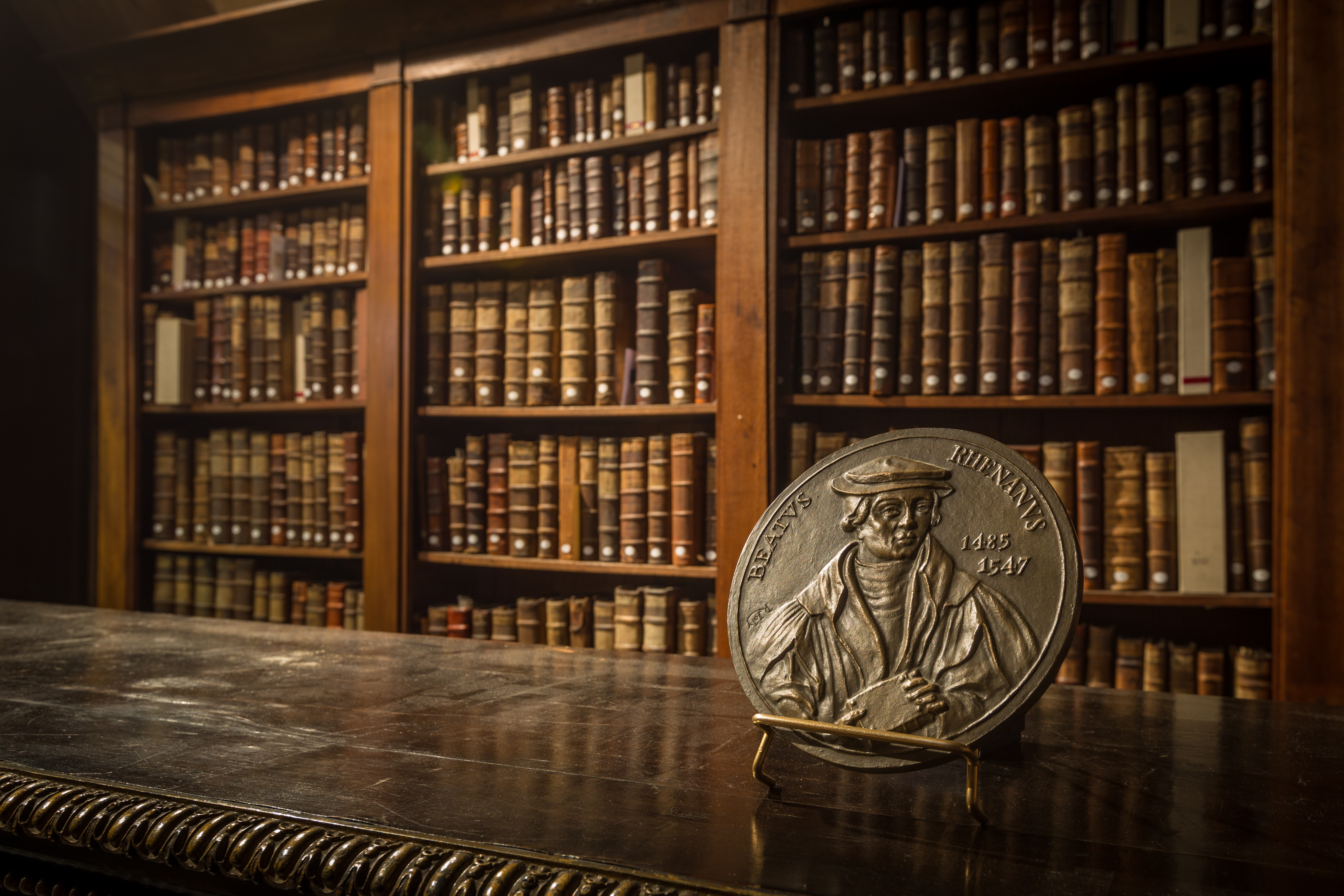
La biblioteca de Beatus Rhenanus

La Biblioteca Humanista de Sélestat contiene una vasta colección de manuscritos y libros antiguos –que atrae a investigadores de toda Europa y del mundo– procedentes principalmente de la biblioteca parroquial y de la biblioteca personal de Beatus Rhenanus que la donó a su ciudad natal. Desde el 26 de mayo de 2011, la biblioteca, que contiene unos 670 volúmenes, está oficialmente inscrita en el Registro de la «Memoria del Mundo» de la UNESCO. Esta inscripción, que hace referencia a obras representativas del patrimonio documental mundial, subraya el «interés excepcional y el carácter único e insustituible» de la biblioteca del más famoso de los humanistas alsacianos, la única de un gran humanista cuya colección ha permanecido prácticamente intacta.
También ofrece nuevas perspectivas para el centro intelectual de Alsacia, la ciudad de Sélestat, propietaria de la colección, que espera ver incrementado el número de visitantes, por investigadores y turistas, especialmente desde la reapertura del museo en unos locales completamente renovados.
La Biblioteca Humanista conserva igualmente una parte del archivo de la ciudad de Sélestat.

## Historia
La Biblioteca Humanista reúne la biblioteca parroquial y la biblioteca personal de Beatus Rhenanus, a las que se han añadido a lo largo de los siglos las compras y las donaciones de obras antiguas. 

### La biblioteca de la Escuela de latinidad
La historia de la biblioteca parroquial comenzó en 1452 con una donación de Johannes von Westhuss, rector de la iglesia parroquial de Selestat. Este hecho dio lugar a una serie de donaciones de libros, a menudo de antiguos alumnos de la Escuela de latinidad de Selestat.
La biblioteca parroquial así constituida incluye obras destinadas a la celebración de los oficios y libros utilizados para la enseñanza de la escuela de latín.
Los libros se guardaban en la iglesia de San Jorge y se aseguraban con una cadena para protegerlos del robo.
Aunque no existe un catálogo de la biblioteca parroquial hasta la fecha, un estudio publicado en 2002 recoge 160 volúmenes divididos entre manuscritos y libros impresos, lo que refleja la transición entre el manuscrito y el libro impreso.

### La biblioteca de Beatus Rhenanus
Natural de Sélestat, y antiguo alumno de la escuela de latín, Beatus Rhenanus legó su biblioteca a su ciudad natal a su muerte, en julio de 1547. Está constituida de 423 volúmenes, que contienen 1287 obras y 41 manuscritos en diversas colecciones, a los que hay que añadir 33 manuscritos antiguos y 255 cartas autógrafas. La biblioteca también contiene obras personales, como sus cuadernos escolares y apuntes de conferencias, que son una valiosa prueba de la educación del joven Beat Bild.
Esta colección atestigua su sed de conocimiento, su actividad como corrector y editor para los grandes impresores europeos y su amistad con los más grandes eruditos de su tiempo, como Erasmo de Róterdam. Reflejando el espíritu universal característico de los humanistas, contiene textos de autores latinos y griegos, así como algunos textos en hebreo.
Inicialmente depositada en la cancillería municipal y almacenada con los archivos de la ciudad, luego trasladada a la aduana, la biblioteca de Beatus Rhenanus se unió finalmente a las obras de la biblioteca parroquial de la iglesia de San Jorge en septiembre de 1757.

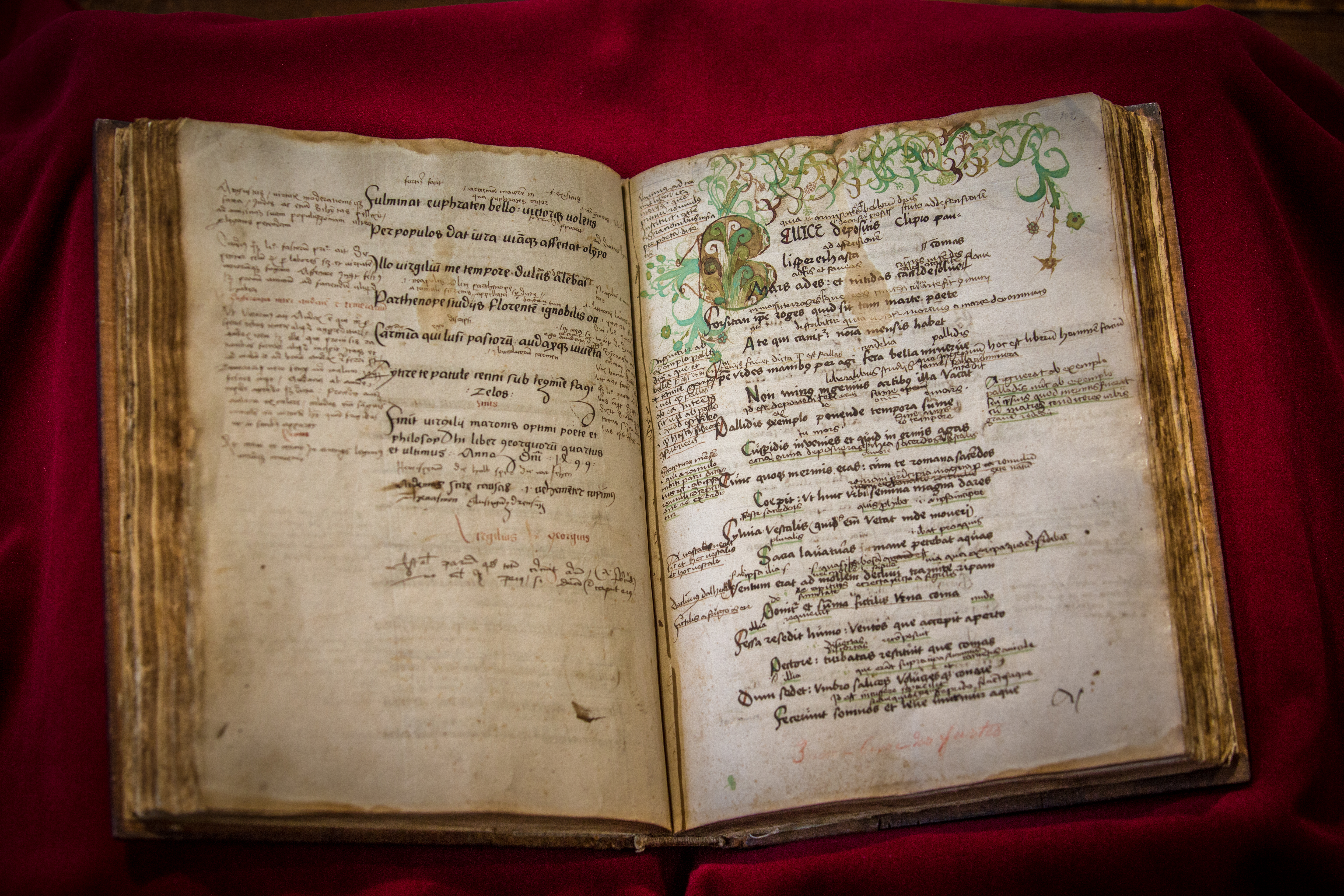
Cuaderno de colegial de Beatus Rhenanus, siglo
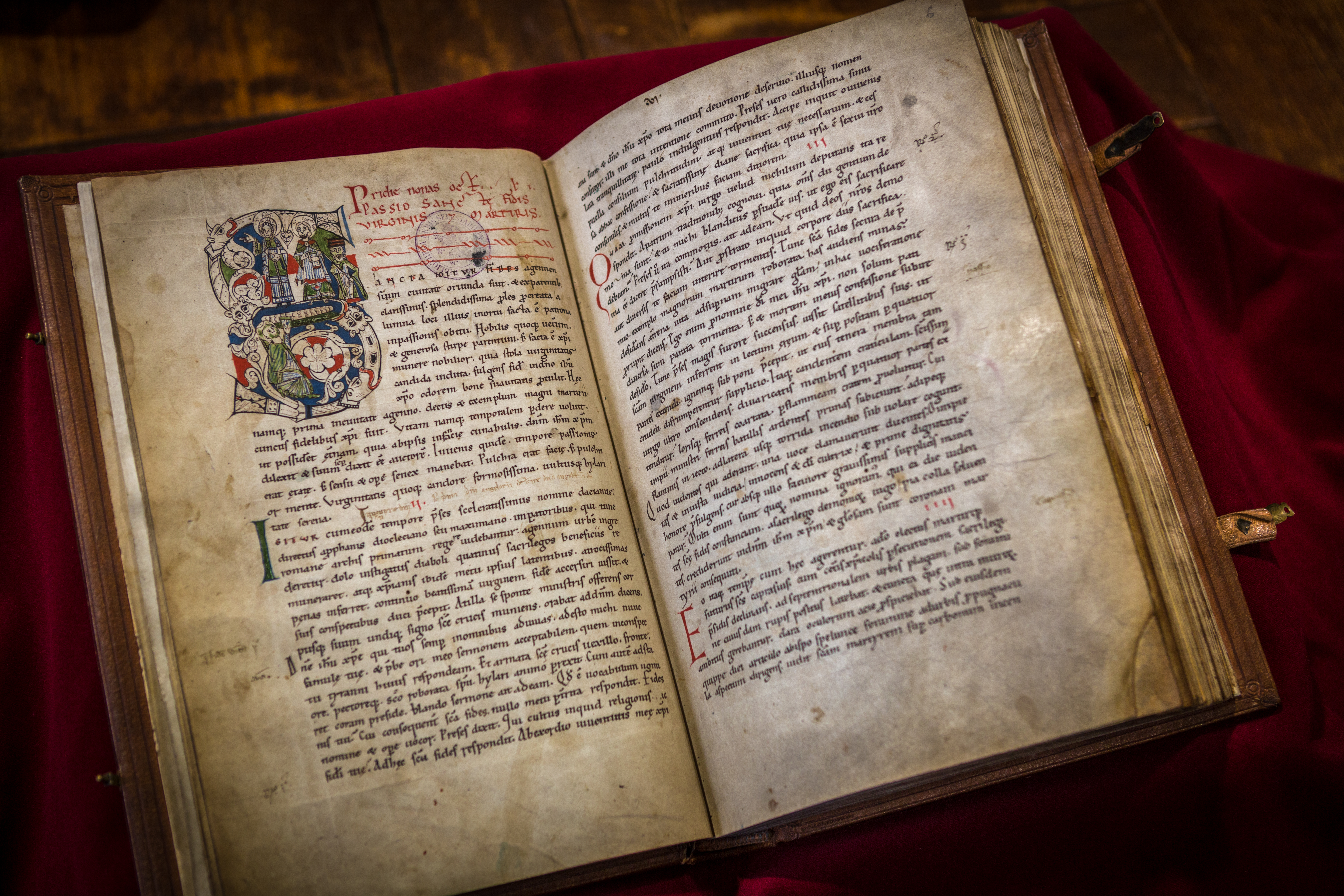
Libro de los milagros de Santa-Foy.
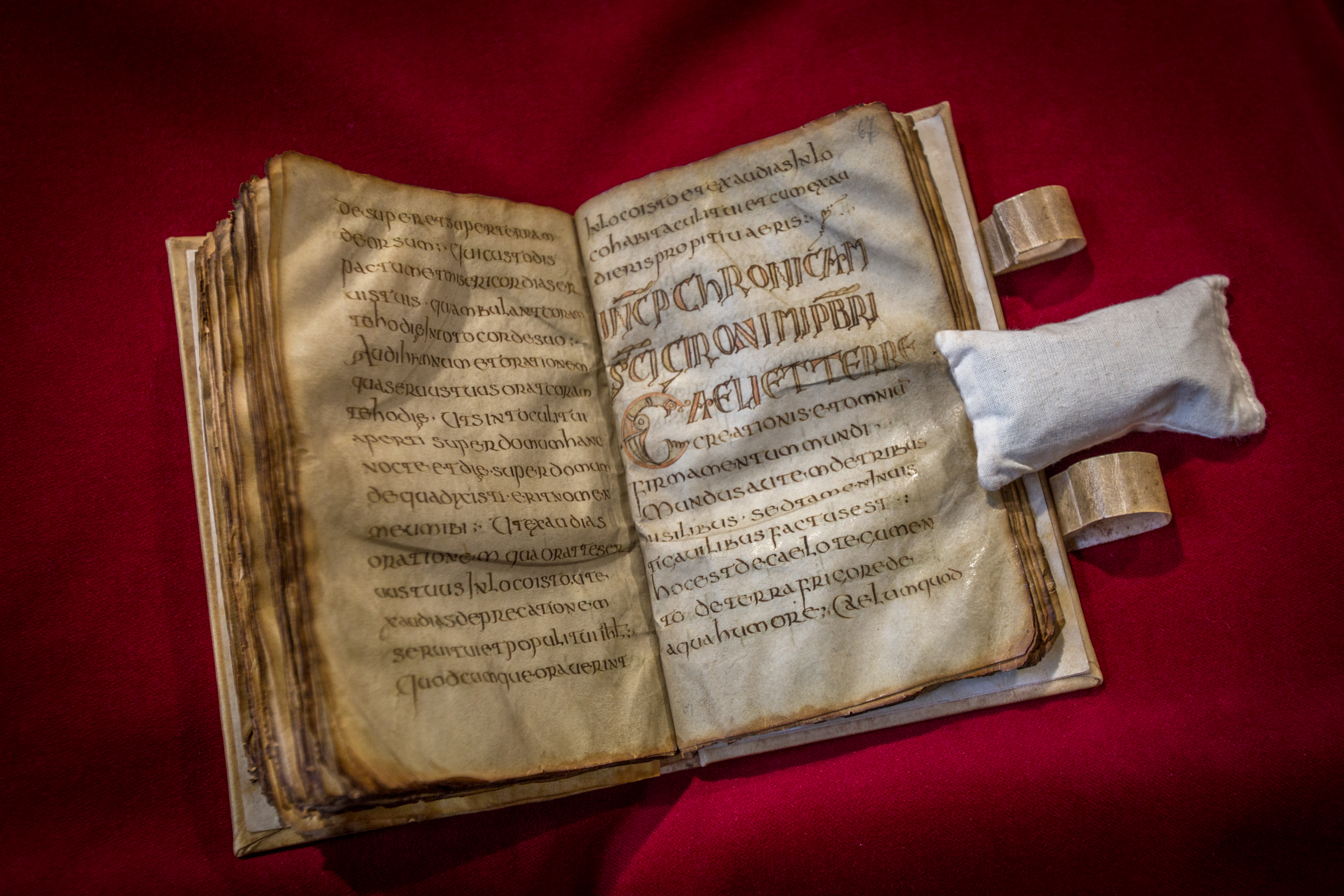
Lectionnaire mérovingien (Leccionario merovingio) (VII siglo).
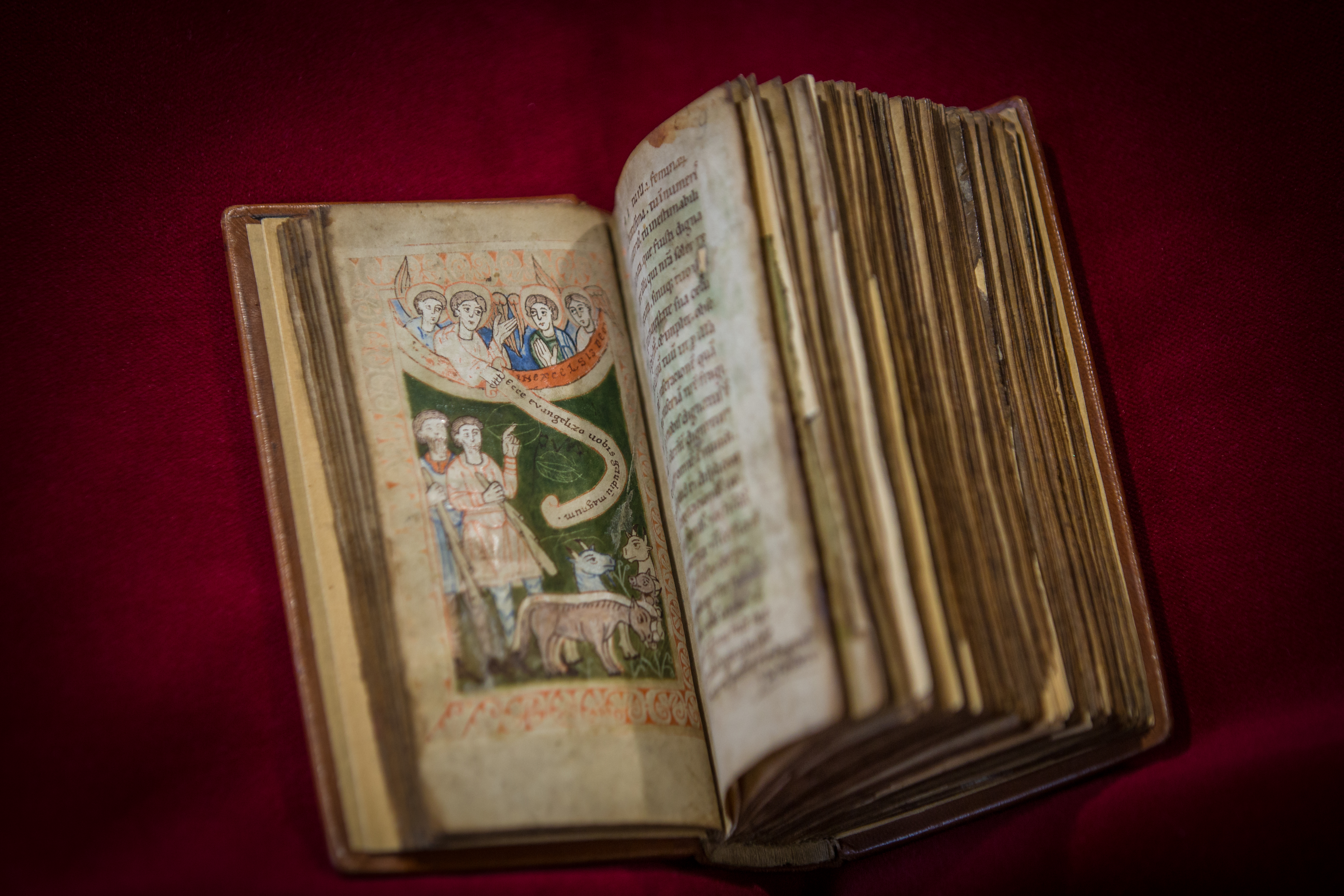
Liber precum(Libro de oraciones), XII siglo.

En 2011, cinco años después de la decisión de iniciar la inscripción, se realizó la inclusión de la Biblioteca Beatus Rhenanus en el Registro de la Memoria del Mundo de la UNESCO, que marca el reconocimiento de la universalidad y el valor de estas colecciones antiguas.

### Enriquecimiento y valor
En 1840 los fondos de la biblioteca parroquial y los de la biblioteca Beatus Rhenanus se trasladaron al segundo piso del ayuntamiento, que se transformó en una biblioteca de lectura pública.

#### La instalación en el mercado de cereales

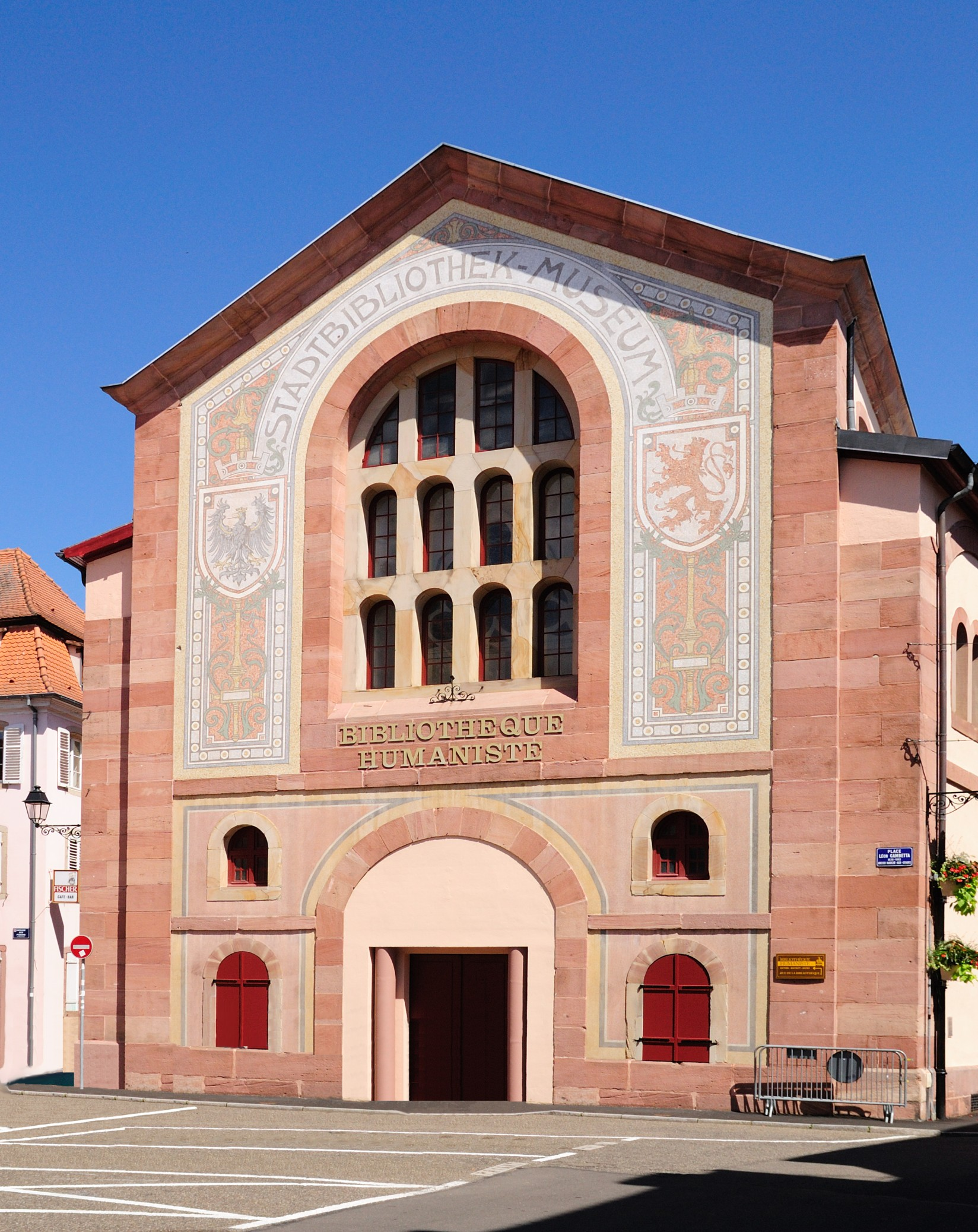
Mosaico de la fachada oeste,(entrada antes de 2018).

El mercado de cereales fue construido por Gustave Klotz entre 1843 y 1845 en estilo neorrománico. En 1888, cuando el mercado de cereales empezó a decaer, la ciudad decidió crear un piso en el vestíbulo. De esta época data la vocación turística de la Biblioteca Humanista, como se desprende de algunas menciones en las guías turísticas de finales del XIX. En 1909, cuando la planta baja aún se utilizaba como mercado de cereales, el museo y los archivos municipales se unieron a la biblioteca. Desde 1907, un mosaico de César Winterhalter cubre la fachada sobre la entrada. La inscripción central: STADTBIBLIOTHEK MUSEUM, está enmarcada a la derecha por el león del escudo de la ciudad de Sélestat y a la izquierda por el águila imperial alemana. En 1958, la gran sala se acondicionó con vitrinas para permitir la exposición de algunas obras importantes. Cuando se creó la mediateca intermunicipal en 1997, la misión de lectura pública se trasladó allí. La Biblioteca Humanista pudo volver a centrarse en su misión de preservar y desarrollar las colecciones.
Las colecciones han seguido creciendo a lo largo de los siglos XIX y XX mediante las compras y las donaciones. Se trata de un acervo de 460 manuscritos (antiguos y modernos), 550 incunables y casi 2500 documentos impresos de los siglos XVI y XVIII, y 1600 del siglo XVII, muchos de los cuales han sido digitalizados.

#### Reestructuración de la Biblioteca Humanista
En 2014 la ciudad de Sélestat decidió transformar el edificio en profundidad lanzando un concurso de diseño y construcción, que fue ganado por un consorcio compuesto por Demathieu Bard-Construction, líder; la agencia Rudy Ricciotti; Thalès Architectures y las oficinas de diseño Lamoureux y Ricciotti Ingénierie, e Ingérop Ingénierie.
Tras cuatro años de cierre, y dieciocho meses de obras, la Biblioteca Humanista reabrió sus puertas el 23 de junio de 2018. La adición de una extensión, enmarcada por 25 pilares de arenisca de los Vosgos, evocadores de un libro, y la urbanización de los sótanos han duplicado la superficie del lugar. La reestructuración ha conservado el aspecto arquitectónico neorrománico del mercado de cereales, que evoca la nave de una iglesia. El entramado metálico que refuerza la estructura, en forma de bóvedas, diseñado por Rudy Ricciotti, arquitecto del Mucem de Marsella, no oculta nada del edificio original y el nuevo vestíbulo de recepción permite ver claramente la disposición interior original.

La presentación de la colección permanente, en la primera planta, la hace accesible tanto al público en general como a los expertos. Benjamin Fendler, director de la biblioteca, espera «duplicar el número de visitantes, que era de unos 20 000 al año antes de las obras».

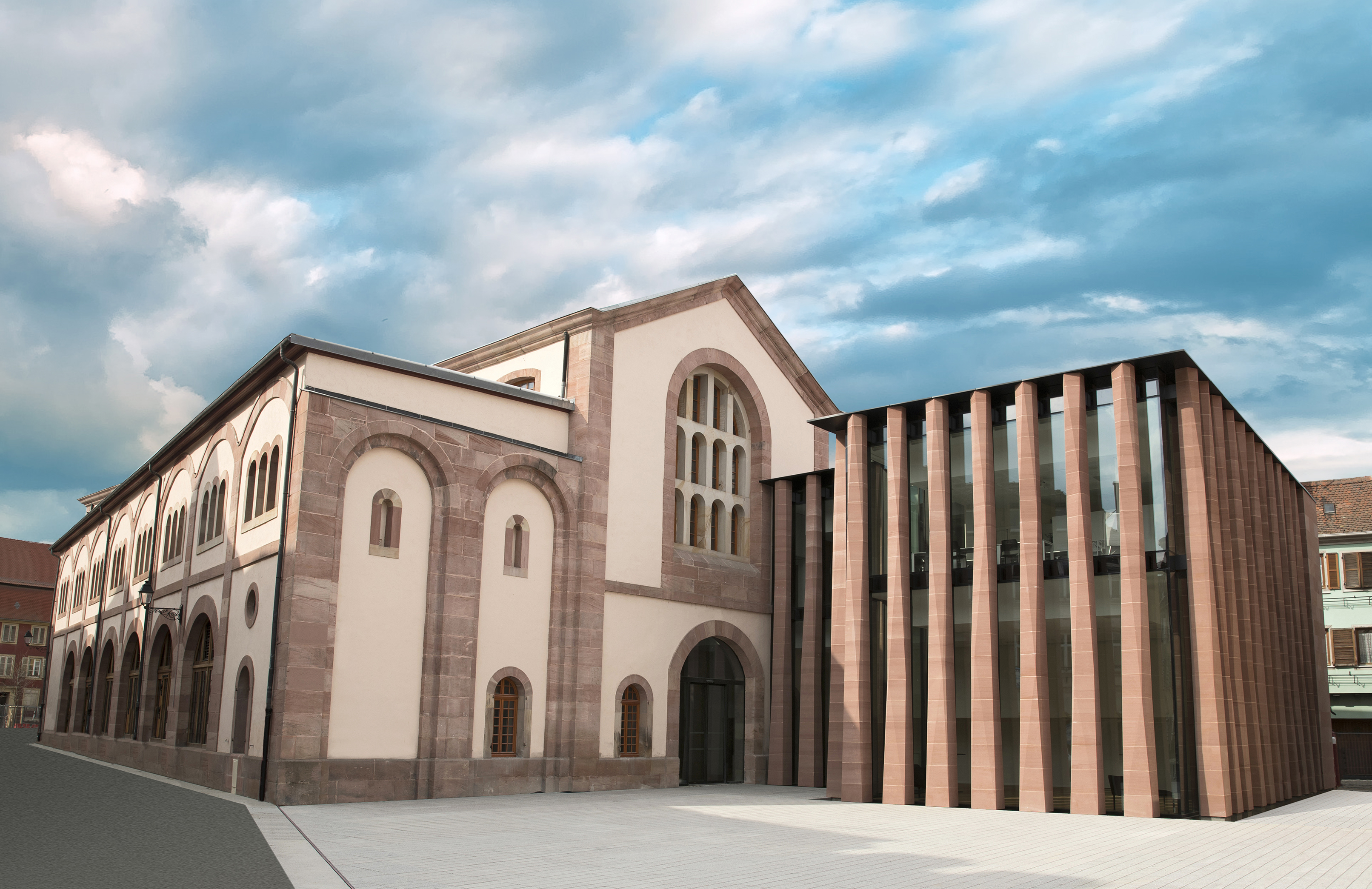
Biblioteca Humaniste, parvis de la entrada, plaza doctor Kubler
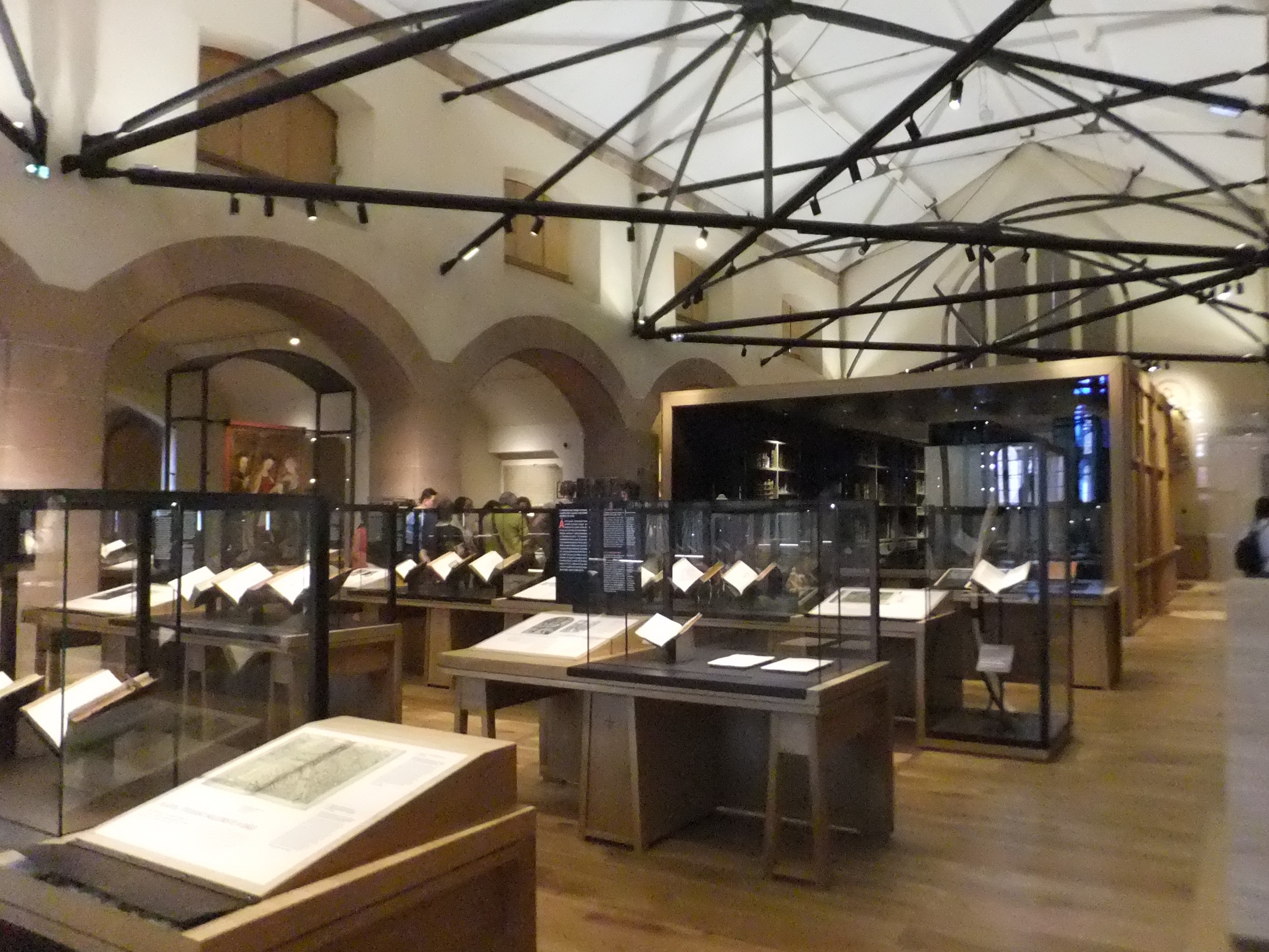
La exposición permanente, en el primer piso

## Los humanistas originarios de Sélestat
La biblioteca conserva numerosas obras de los humanistas originarios de la ciudad.
- Beatus Rhenanus (1485-1547)
- Jacques Wimpfeling (1450–1528)
- Martin Butzer (1491–1551)
- Jakob Spiegel (1483–1547)
- Hieronymus Gebwiler (1473–1545)
- Hans Sapidus (1490–1561)
- Jakob Taurellus (1524–1579)